# Carlos María Franzini

Erzbischofswappen von Carlos María Franzini

Carlos María Franzini (* 6. September 1951 in Buenos Aires, Argentinien; † 8. Dezember 2017) war ein argentinischer Geistlicher und römisch-katholischer Erzbischof von Mendoza.

## Leben
Carlos María Franzini empfing am 13. August 1977 das Sakrament der Priesterweihe. Er war Kaplan der Abtei von Santa Escolástica (1983 bis 1990), geistlicher Leiter des großen Seminars San Agustín (1985 bis 1989) und seit 1983 Professor für Theologie ebenda. Er war Kanzler der Kirchenkurie von San Isidro von 1980 bis 1990 und von 1989 bis 1993 stellvertretender Sekretär der argentinischen Bischofskonferenz. Ab 1994 leitete er die Zeitschrift Pastores und von 1990 bis 1997 Generalvikar der Diözese San Isidro.
Am 29. April 2000 ernannte ihn Papst Johannes Paul II. zum Bischof von Rafaela. Der Bischof von San Isidro, Alcides Jorge Pedro Casaretto, spendete ihm am 19. Juni desselben Jahres die Bischofsweihe; Mitkonsekratoren waren der Erzbischof von Mendoza, José María Arancibia, und der Erzbischof von Paraná, Estanislao Esteban Karlic.
Papst Benedikt XVI. ernannte ihn am 10. November 2012 zum Erzbischof von Mendoza. Die feierliche Amtseinführung (Inthronisation) fand am 9. Februar 2013 statt.